# Räikkönen Robertson Racing

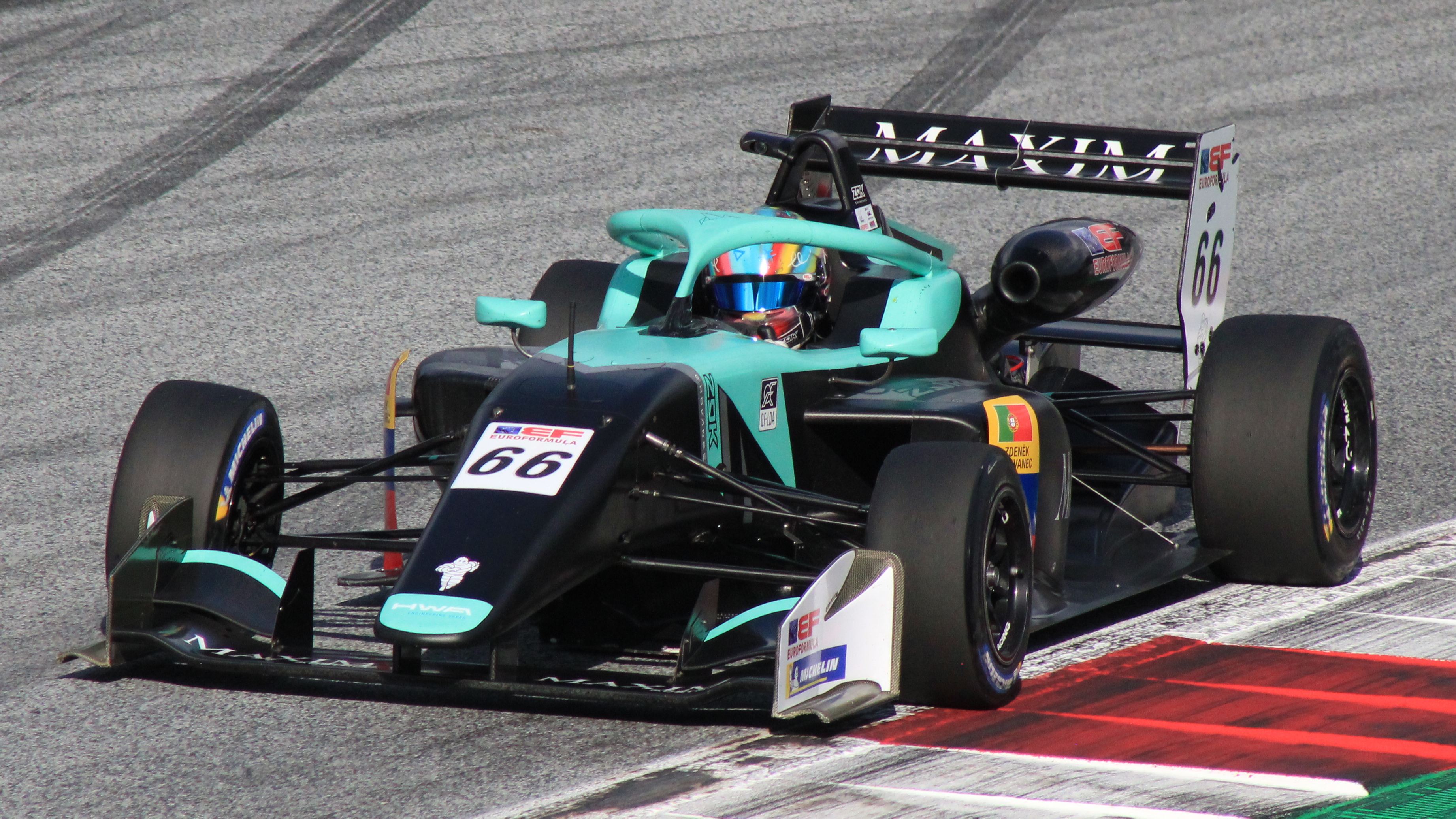
Ein von Double R Racing eingesetzter Dallara 320, gefahren von Zdeněk Chovanec am Red Bull Ring während der Euroformula-Open-Saison 2021

Räikkönen Robertson Racing, auch bekannt als Double R Racing, ist ein britisches Motorsportteam, das im November 2004 von den Rennfahrern Kimi Räikkönen und Steve Robertson gegründet wurde. Das Team startet seit 2005 in der britischen Formel-3-Meisterschaft. 2007 war der Rennstall in der britischen sowie 2008 und 2009 in der europäischen Formel BMW aktiv. Der Sitz des Teams befindet sich in Woking.

## Geschichte
Räikkönen Robertson Racing wurde im November 2004 von Kimi Räikkönen, der zu diesem Zeitpunkt für das Team McLaren in der Formel 1 aktiv war, und Steve Robertson, ein ehemaliger Rennfahrer, der Räikkönen zusammen mit seinem Vater managte, gegründet. Das Team wurde in Woking, wo sich auch die McLaren-Fabrik befindet, angesiedelt. Anthony Hieatt wurde Teamchef.
Im November 2010 wurde bekannt gegeben, dass Hieatt das Team von Räikkönen und Robertson übernommen hat und ab 2010 erneut unter dem Namen Double R Racing an den Start geht.

### Britische Formel-3-Meisterschaft (seit 2005)
2005 nahm Double R Racing erstmals an der britischen Formel-3-Meisterschaft teil. Man trat mit Chassis von Dallara und Motoren von Mugen-Honda an. Als Fahrer verpflichtete man Dan Clarke, dem Vizemeister der britischen Formel Ford, und Bruno Senna, dem Neffen des verstorbenen Formel-1-Weltmeisters Ayrton Senna, der in der vorherigen Saison an ein paar Rennen der britischen Formel BMW teilgenommen hatte.
Clarke gewann auf dem Castle Combe Circuit das erste Rennen für das neue Team und beendete die Saison auf dem fünften Gesamtrang. Senna erzielte zwei zweite Plätze als beste Resultate und wurde Zehnter in der Fahrerwertung. Beim Formel-3-Masters in Zandvoort und beim Macau Grand Prix trat man nur mit Senna an, der bei beiden Rennen nicht ins Ziel kam.
2006 verließ Clarke das Team nach Nordamerika in die Champ Car World Series. Als neuen Motorenpartner erhielt Räikkönen Robertson Racing Mercedes-Benz. Senna blieb dem Team treu und erhielt mit Mike Conway, der im Vorjahr mit Fortec Motorsport Dritter in der britischen Formel 3 geworden war, und Stephen Jelley, der 2005 für Menu F3 Motorsport den zwölften Platz in der britischen Formel 3 belegt hatte, zwei neue Teamkollegen. Zusätzlich setzte man beim Saisonfinale Danny Watts, einen ehemaligen Teamkollegen von Räikkönen, als Gaststarter ein. Conway erzielte zehn Siege und gewann den Meistertitel der britischen Formel 3. Senna gewann fünf Rennen und wurde hinter dem Vizemeister Oliver Jarvis Dritter in der Gesamtwertung. Jelley blieb als einziger Pilot ohne Sieg und beendete die Saison auf dem siebten Gesamtrang. Watts kam bei seinem Gaststart als erster Pilot ins Ziel, erhielt allerdings keine Punkte. Beim Formel-3-Masters startete man mit Conway, Jelley und Senna, der mit einem siebten Platz der beste Pilot des Teams war. Zum Macau Grand Prix trat Räikkönen Robertson Racing nur mit Conway und Jelley an. Conway gewann das Rennen vor Richard Antinucci und sicherte dem Team somit einen weiteren Erfolg in dessen zweiter Saison.
2007 setzte das Team insgesamt acht Fahrer in der britischen Formel 3 ein. Jelley behielt sein Cockpit. Als weitere Piloten für die Meisterschaft wurden Jonathan Kennard, der im Vorjahr für Alan Docking Racing Zwölfter in der britischen Formel 3 geworden war, und Atte Mustonen, der zuvor im Formel Renault 2.0 Eurocup aktiv war, verpflichtet. Zusätzlich setzte man in der Meisterschaft Johnny Cecotto jr. bei einem Rennen als Gaststarter ein. In der nationalen Klasse setzte man Albert Costa, Alistair Jackson, Mihai Marinescu und Ernesto Otero ein, wobei kein Pilot die gesamte Saison absolvierte.
In der Meisterschaft gewann Jelley zwei und Kennard und Mustonen je ein Rennen. Jelley belegte am Saisonende als bester Pilot des Rennstalls den dritten Gesamtrang. Kennard wurde Sechser, Mustonen Siebter. Cecotto konnte bei seiner Teilnahme als Gast zu beiden Rennen nicht starten. In der nationalen Klasse war ein zweiter Platz in dieser Wertung durch Otero das beste Resultat. Beim Formel-3-Masters, das in dieser Saison in Zolder ausgetragen wurde, trat man mit Jackson, Jelley, Kennard und Mustonen an. Alle Piloten erreichten das Ziel und Mustonen erzielte mit einem elften Platz das beste Resultat. Beim Macau Grand Prix war man ebenfalls mit vier Autos vertreten. Die regulären Räikkönen-Robertson-Piloten Jelley und Kennard wurden durch Senna und Sébastien Buemi verstärkt. Jelley war mit einem neunten Platz der beste Pilot seines Teams.
2008 setzte das Team durchgängig drei Boliden und an drei Rennwochenenden einen weiteren Wagen in der britischen Formel-3-Meisterschaft ein. Mustonen blieb im Team, die zwei weiteren permanenten Cockpits gingen an Henry Arundel, der aus der britischen Formel BMW kam, und John Martin, der zuvor für Alan Docking Racing in der britischen Formel 3 aktiv war. Das vierte Auto teilten sich Alistair Jackson und Clemente de Faria jr. Mit Mustonen, der die Saison auf dem sechsten Platz beendete, konnte in dieser Saison nur ein Pilot des Teams ein Rennen gewinnen und Podest-Platzierungen erzielen. Martin wurde 13., Arundel 15. Beim Formel-3-Masters setzte Räikkönen Robertson Racing auf die drei Stammpiloten und Mustonen war mit einem sechsten Platz der beste Pilot. In Macau setzte man neben Mustonen, der hier mit einem 18. Platz der beste Pilot des Teams war, Michael Ho und Roberto Streit ein.
2009 setzte Räikkönen Robertson Racing nur noch zwei permanente Rennwagen ein. Stammpiloten wurden Carlos Huertas, der das Team in den letzten zwei Saisons in der Formel BMW vertrat, und Daisuke Nakajima, dem Sohn des ehemaligen Formel-1-Piloten Satoru Nakajima und kleineren Bruder von Kazuki Nakajima, der in diesem Jahr für Williams in der Formel 1 fuhr. Das dritte Auto wurde an sieben Rennwochenenden von Marcus Ericsson und Kevin Chen (jeweils dreimal) sowie Storey (einmal) pilotiert. Während die Stammpiloten mit jeweils einem zweiten Platz als bestes Ergebnis Siebter (Nakajima) und Achter (Huertas) wurden, gewann Ericsson zwei Rennen und beendete die Saison auf dem elften Gesamtrang. Beim Formel-3-Masters setzte man auf Huertas und Nakajima. Huertas war mit Platz 18 der beste Pilot des Teams. Beim Macau Grand Prix kooperierte das Team mit den Rennställen City of Dreams und Champ Motorsport. Renger van der Zande erzielte mit einem siebten Platz das beste Resultat. Die weiteren zwei Piloten waren Alexander Sims und Chen.
2010 blieben Huertas und Nakajima bei Räikkönen Robertson Racing. Das dritte Cockpit ging für die komplette Saison an Felipe Nasr, der im Vorjahr die europäische Formel BMW für sich entschieden hatte. Nasr gewann ein Rennen und beendete die Saison als bester Pilot des Teams auf dem fünften Platz in der Meisterschaft. Die anderen beiden Piloten blieben ohne Sieg und belegten die Plätze zehn (Huertas) und elf (Nakajima). Nachdem man beim Formel-3-Masters nicht angetreten war, wird man in Macau mit vier Boliden vertreten sein. Sims und Ho, die schon einmal für Räikkönen Robertson Racing in Macau gestartet waren, sowie Nasr und Rio Haryanto werden an den Start gehen.

### Formel BMW

#### Britische Formel BMW (2007)
2007 weitete Räikkönen Robertson Racing sein Engagement aus und trat auch in der britischen Formel BMW an. Es wurden drei Autos eingesetzt. Als Piloten verpflichtete man Josef Král, der aus der deutschen Formel BMW kam, und Carlos Huertas, der erstmals im Formelsport aktiv war. Das dritte Auto wurde nur bei einigen Rennen von Dominic Storey oder Doru Sechelariu eingesetzt. Während Huertas ohne Podest-Platzierung 13. wurde, gewann Král sechs Rennen und wurde hinter Marcus Ericsson Vizemeister. Beim Weltfinale der Formel BMW setzte man Huertas, der mit einem fünften Platz der beste Pilot war, und Sam Abay ein.

#### Europäische Formel BMW (2008–2009)
Nach der Fusion der deutschen und der britischen Formel BMW zur europäischen Formel BMW trat Räikkönen Robertson Racing in dieser Serie an. 2008 blieb Huertas im Team. Michael Christensen gab sein Formelsportdebüt für das Team und Rupert Svendsen-Cook kam vom Team Loctite. In dieser Saison konnte kein Pilot ein Rennen gewinnen. Christensen erzielte mit einem zweiten Platz und dem sechsten Gesamtrang das beste Resultat für das Team. Zudem wurde er zum besten Neuling. Huertas erzielte ebenfalls einen zweiten Platz und wurde Neunter. Svendsen-Cook beendete die Saison auf Platz 13. Zum Weltfinale trat das Team nicht an.
2009 setzte man mit Svendsen-Cook nur einen Piloten durchgängig ein. Grégoire Demoustier, der erstmals im Formelsport aktiv war, kam nur beim Saisonfinale nicht zum Einsatz. Gary Thompson und Ollie Millroy nahmen jeweils an zwei Rennwochenenden teil. Während Svendsen-Cook mit zwei dritten Plätzen als beste Resultate Sechster wurde, belegte Demoustier den 22. Gesamtrang. Mit dem Saisonende endete das Engagement des Teams in dieser Meisterschaft.